# Campocasso
Pour les articles homonymes, voir Deloche.
Auguste Deloche, dit Campocasso (parfois Campo-Casso), est un directeur de théâtre français du XIXe siècle, né à Albert (Somme) le 30 septembre 1833 et mort à Paris le 25 août 1908.
Après avoir administré le Théâtre de Lille, puis dirigé celui d'Alger en 1865, cet « habile impresario » est nommé directeur du Théâtre royal de la Monnaie de Bruxelles en 1873. Au bout de deux saisons, il quitte la ville pour diriger le Théâtre Lyrique de Paris.
Nommé à la direction du Grand Théâtre de Marseille en 1876, il y reste jusqu'en 1881, puis assure plusieurs fois la direction du Théâtre de Lyon.

## Carrière
- 1863-1865 : Lille
- 1865-1867 : Alger
- 1867-1868 : Anvers
- 1869-1870 : Toulouse
- 1870-1873 : Paris
- 1873-1875 : Bruxelles
- 1875-1876 : Paris
- 1876-1881 : Marseille
- 1881-1882 : Lyon
- 1883-1884 : Rouen
- 1885-1886 : Marseille
- 1886-1887 : Lyon
- 1888-1889 : Lyon
- 1892-1893 : Paris
- 1894-1895 : Lyon